# Black Fork (Cheat River)
Der Black Fork ist ein nur 6 km langer Quellfluss des Cheat River im Osten des US-Bundesstaates West Virginia. 
Er gehört zum Einzugsbereich des Mississippi River und entwässert ein Gebiet von 1295 km². Er entsteht durch den Zusammenfluss von Blackwater River und Dry Fork in Hendricks. In Parsons fließt er der Black Fork dann mit dem Shavers Fork zusammen und bildet mit diesem den Cheat River.

## Geographie
Über Cheat River, Monongahela River und Ohio River gehört der Black Fork zum Einzugsgebiet des Mississippi Rivers und entwässert ein Gebiet von 1295 km². Auf seiner kompletten Länge verlaut der Fluss innerhalb des Tucker Countys. Nachdem er bei Hendricks durch Dry Fork und Blackwater River gebildet wurde, fließt er in nordwestlicher Richtung über Hambleton nach Parsons, wo er sich mit dem Shavers Fork zum Cheat River vereinigt.

## Namensgebung
Der U.S. Board on Geographic Names hat 1930 den Namen des Wasserlaufes auf "Black Fork" festgelegt. Nach den Angaben im Geographic Names Information System war der Fluss historisch auch als "Blackwater Fork" bekannt und wurde auch als Teil des Blackwater Rivers bezeichnet.